# Karl-Heinz Jakobs
Karl-Heinz Jakobs (Perewalowo, Prússia Oriental, 20 d'abril de 1929-Velbert, 4 de novembre de 2015) va ser un escriptor alemany.

## Vida
El 1945, als setze anys, va participar com a soldat en la Segona Guerra Mundial. Després de la guerra va treballar en diversos llocs i va aprendre l'ofici de paleta.
A partir de 1956 va estudiar al Deutsches Literaturinstitut Leipzig, i a partir de 1958 va començar a treballar com periodista i més tard com a escriptor independent. Va tenir l'oportunitat de viatjar a l'estranger, per exemple, a la Unió Soviètica, i el 1967 i 1968 a Mali com a membre d'una brigada de la Joventut Lliure Alemanya.
El 1977 va protestar perquè se li havia retirat la nacionalitat a Wolf Biermann, la qual cosa va comportar que fos expulsat del Partit Socialista Unificat d'Alemanya, i que li minvessin les possibilitats de publicar a la República Democràtica Alemanya (RDA). A causa de la publicació el 1979 de la seva novel·la Wilhelmsburg per una editorial de la República Federal d'Alemanya va ser expulsat de l'associació d'escriptors Deutscher Schriftstellerverband.
El 1981 va abandonar la RDA i es va establir a Velbert. Des de 1982 va ser membre del PEN Club Internacional d'Alemanya. El 1986 i 1987 va ser professor convidat a diverses universitats dels Estats Units i el Canadà. Amb la dissolució de la RDA i la reunificació alemanya va poder reintegrar el Deutscher Schriftstellerverband. Va treballar per a periòdics, ràdio i televisió i va ser col·laborador del diari Neues Deutschland.
Els seus primers relats seguien la línia del camí de Bitterfeld, amb temàtiques socialistes. La seva novel·la Beschreibung eines Sommers, que va ser adaptada al cinema, va ser una de les més venudes a la RDA. El 1972 va rebre el premi Heinrich Mann de l'Acadèmia de les Arts de Berlín i el 1974 una medalla de mèrit «Verdienstmedaille der DDR». En la dècada de 1970 va començar a tornar-se escèptic amb la política de la RDA, la qual cosa va ocasionar que se'n va anar cap a Occident. Va morir el 4 de novembre de 2015.

## Obra
- Guten Morgen, Vaterlandsverräter (1959)
- Die Welt vor meinem Fenster und andere Geschichten (1960)
- Beschreibung eines Sommers (1961)
- Das grüne Land und andere neue Geschichten (1961)
- Einmal Tschingis-Khan sein (1964)
- Merkwürdige Landschaften (1964)
- Das Abenteuer (1966)
- Eine Pyramide für mich (1971)
- Die Interviewer (1973)
- Heimatländische Kolportagen (1975)
- Tanja, Taschka und so weiter (1975)
- Wüste kehr wieder, Erster Roman: El Had (1976)
- Fata Morgana (1977)
- Wilhelmsburg (1979)
- Die Frau im Strom (1982)
- Das endlose Jahr (1983)
- Leben und Sterben der Rubina (1999)

## Traduccions
- Daura Teitelboim: Ballade von Little Rock (1961)

## Edició
- Das große Lesebuch vom Frieden (1983)
- Die Sonntagsgeschichte oder Alles fängt doch erst an (1994)
- Festessen mit Sartre und andere Sonntagsgeschichten (1996, juntament amb J. Monika Walther)

## Adaptacions cinematogràfiques
- 1962 Beschreibung eines Sommers
- 1975 Eine Pyramide für mich